# Believe In Yourself
「Believe In Yourself」（ビリーヴ・イン・ユアセルフ）は、小柳ゆきの23枚目のシングル。2012年12月12日発売。発売元はNAYUTAWAVE RECORDS。

## 解説
シングルとしては前作「MacArthur Park/All At Once」4ヶ月半振りのリリースとなる。
「Believe In Yourself」は宮本亜門翻訳・演出の「ウィズ～オズの魔法使い～」で初めて小柳自身がミュージカルに挑戦し、「南の善い魔女・グリンダ」役を演じた際、本劇中の終盤にて歌われた楽曲となっている
カップリングの「LAST DANCE」は前作に引き続きドナ・サマーのカバー曲となっている。

## 収録曲
1. Believe In Yourself (Japanese Ver.)
作詞：Charlie Smalls/訳詞:宮本亜門、森雪之丞/作曲：Charlie Smalls
2. LAST DANCE
作詞・作曲：Paul Jabara
3. Believe In Yourself (English Ver.)
作詞・作曲：Charlie Smalls
4. Believe In Yourself (Baking Track)
5. LAST DANCE (Baking Track)

## 収録アルバム
Believe In Yourself (Japanese Ver.)
- 『The Best of Yuki Koyanagi 2015 Here For You 〜Universal Selection〜』

LAST DANCE
- 『The Best of Yuki Koyanagi 2015 Here For You 〜Universal Selection〜』